# David Sands
David „Doc“ Sands (* 1984 oder 1985 in Bozeman, Montana) ist ein professioneller US-amerikanischer Pokerspieler. Er führte für 6 Wochen die Onlinepoker-Weltrangliste an.

## Persönliches
Sands wuchs in seiner Geburtsstadt Bozeman auf und besuchte später das Hamilton College. Er ist mit der Pokerspielerin Erika Moutinho liiert, die er 2005 in Australien kennengelernt hatte. Das Paar verlobte sich 2011 und heiratete im März 2013. Die beiden sind Eltern einer Tochter und leben in Palo Alto.

## Pokerkarriere
Sands spielte von September 2006 bis Ende 2013 online unter den Nicknames SexSeen (PokerStars), Doc Sands (Full Tilt Poker) und dsands25 (UltimateBet). Er hat Turniergewinne von über 3 Millionen US-Dollar aufzuweisen und stand Anfang 2010 für sechs Wochen in Folge an der Spitze des PokerStake-Rankings, das die erfolgreichsten Onlinepoker-Turnierspieler weltweit listet.
Seine erste Geldplatzierung bei einem Live-Turnier erzielte Sands im Juni 2006 bei der World Series of Poker (WSOP) im Rio All-Suite Hotel and Casino am Las Vegas Strip. Dort kam er bei einem Turnier der Variante No Limit Hold’em ins Geld. Anfang Mai 2011 belegte er beim High Roller der European Poker Tour in Madrid den vierten Platz und erhielt ein Preisgeld von 135.000 Euro. 2011 schaffte es Sands erstmals an einen WSOP-Finaltisch und beendete ein Event in Pot Limit Omaha als Dritter für über 100.000 US-Dollar. Rund einen Monat später erreichte er beim WSOP-Main-Event gemeinsam mit seiner Freundin Erika Moutinho den siebten Turniertag. Dort schied Sands auf dem 30. Platz aus und Moutinho wurde als beste Frau 29., wofür beide ein Preisgeld von je knapp 250.000 US-Dollar erhielten. Mitte Dezember 2011 wurde Sands beim Super-High-Roller-Event im Rahmen des Doyle Brunson Five Diamond World Poker Classic im Hotel Bellagio am Las Vegas Strip Zweiter hinter Jason Mercier für mehr als 650.000 US-Dollar. Ende Februar 2012 belegte er auch beim Main Event der World Poker Tour (WPT) in Los Angeles den zweiten Platz und erhielt ein Preisgeld von über 800.000 US-Dollar. Anfang Januar 2013 belegte Sands beim Super High Roller des PokerStars Caribbean Adventures auf den Bahamas ebenfalls den zweiten Rang hinter Scott Seiver für sein bisher höchstes Preisgeld von rund 1,2 Millionen US-Dollar. Im Mai 2013 gewann Sands das Super High Roller der WPT World Championship im Bellagio mit einer Siegprämie von rund einer Million US-Dollar. Mitte November 2014 entschied er auch das fünfte Aria Super High Roller im Aria Resort & Casino am Las Vegas Strip für sich und erhielt über 550.000 US-Dollar. Bei der WSOP 2015 belegte Sands beim teuersten Event auf dem Turnierplan, dem 111.111 US-Dollar teuren High Roller for One Drop, den 14. Platz für knapp 300.000 US-Dollar. Seine bis dato letzte Live-Geldplatzierung erzielte er im August 2017.
Insgesamt hat sich Sands mit Poker bei Live-Turnieren knapp 8,5 Millionen US-Dollar erspielt.